# Franz Bock (Politiker)
Franz Bock (* 28. Juni 1905 in Kaltenbrunn; † 10. Mai 1974 in Köln) war ein deutscher Politiker (NSDAP) und SA-Führer.

## Leben und Wirken
Nach dem Besuch der Volksschule und eines Humanistischen Gymnasiums absolvierte Bock eine kaufmännische Lehre. Anschließend arbeitete er von 1922 bis 1927 als Bankbeamter und kaufmännischer Angestellter in der Tabakindustrie in München, dann bis 1932 in der keramischen Industrie in Worms.
Bock trat am 24. November 1922 in die SA und Januar 1923 in die NSDAP ein. 1923 nahm er am Hitler-Putsch in München teil, weswegen er später mit dem „Blutorden“ der NSDAP ausgezeichnet wurde. Der neu gegründeten Partei schloss er sich zum 6. März 1926 an (Mitgliedsnummer 33.014). 1927 wurde Bock ehrenamtlicher SA-Führer in Worms-Rheinhessen. 1932 kam er als hauptamtlicher SA-Führer nach Koblenz. In den Jahren 1933 und 1934 übernahm Bock Aufgaben für die SA in Frankfurt, München und Regensburg. Anschließend wurde er Stabsführer der SA-Gruppe Bayerische Ostmark und Führer der Jägerstandarte in Traunstein. Am 1. März 1935 folgte seine Ernennung zum Führer der SA-Brigade 75 (Düsseldorf) und im April 1935 wurde er zum SA-Brigadeführer befördert. Daneben bekleidete er von 1935 bis Januar 1937 das Amt eines Ratsherren der Stadt Düsseldorf.
Am 1. Januar 1937 wurde Bock in die Oberste SA-Führung berufen, in der er zunächst als Abteilungsleiter und später als Amtschef die Leitung des Amtes für Soziale Fürsorge übernahm und von Anfang Dezember 1938 bis Februar 1942 als Chef des Amtes Gruppenschulen im Stab der OSAF fungierte. In der SA wurde Bock im November 1938 zum Gruppenführer und zwei Jahre später zum Obergruppenführer befördert. Von 1942 bis 1945 führte Bock die SA-Gruppe Niederrhein mit Dienstsitz in Düsseldorf. Er wurde 1943 zum preußischen Provinzialrat der Rheinprovinz ernannt.
Vom 29. März 1936 bis zum Ende der NS-Herrschaft im Frühjahr 1945 saß Bock außerdem als Abgeordneter für den Wahlkreis 22 (Düsseldorf Ost) im nationalsozialistischen Reichstag. Am Zweiten Weltkrieg nahm er zeitweise als Oberleutnant d.R. teil. Im Gau Düsseldorf fungierte er ab Oktober 1944 als Gaustabsführer des Volkssturms.